# Christian Hoffmann von Hoffmannswaldau
Christian Hoffmann von Hoffmannswaldau (pokřtěn 25. prosince 1616 Vratislav – 18. dubna 1679 Vratislav) byl německý básník, epigramatik a politik, starosta Vratislavi a nositel dalších politických funkcí. Je považován za předního představitele druhé slezské básnické školy a zakladatele „galantního stylu“ německé poezie.

## Fotogalerie

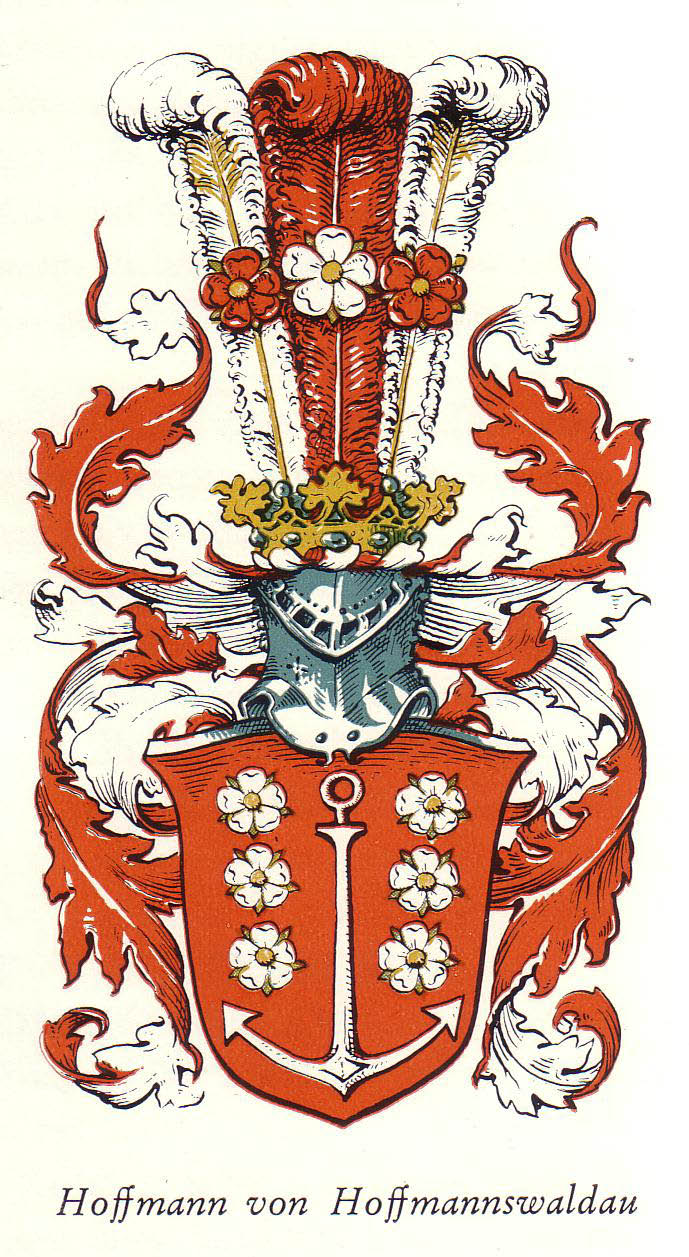
Erb rodiny 'Hoffmann von Hoffmannswaldau'
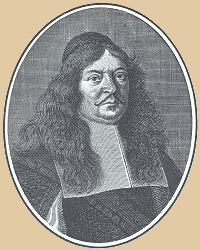
Christian Hoffmann von Hoffmannswaldau
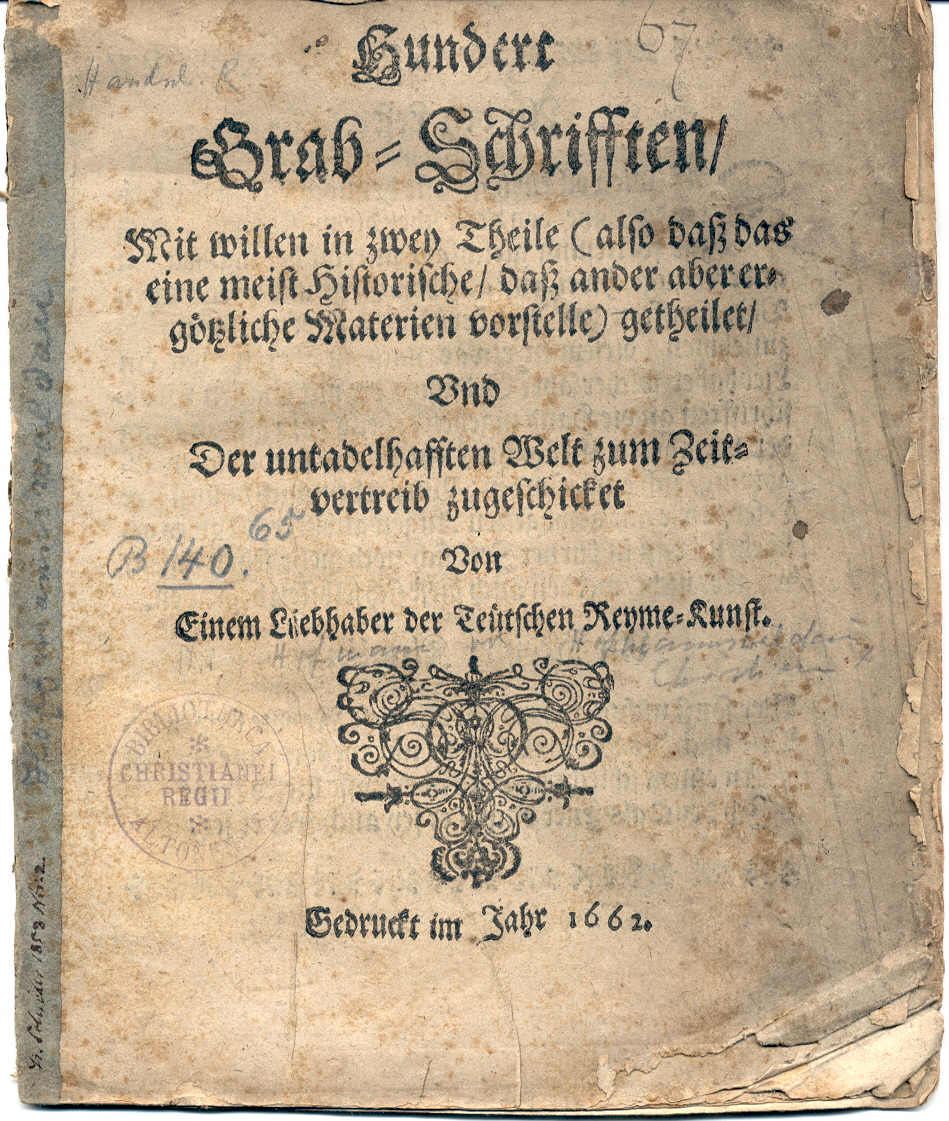
Dílo 'Hundert Grab-Schrifften', lyrická sbírka (1662)
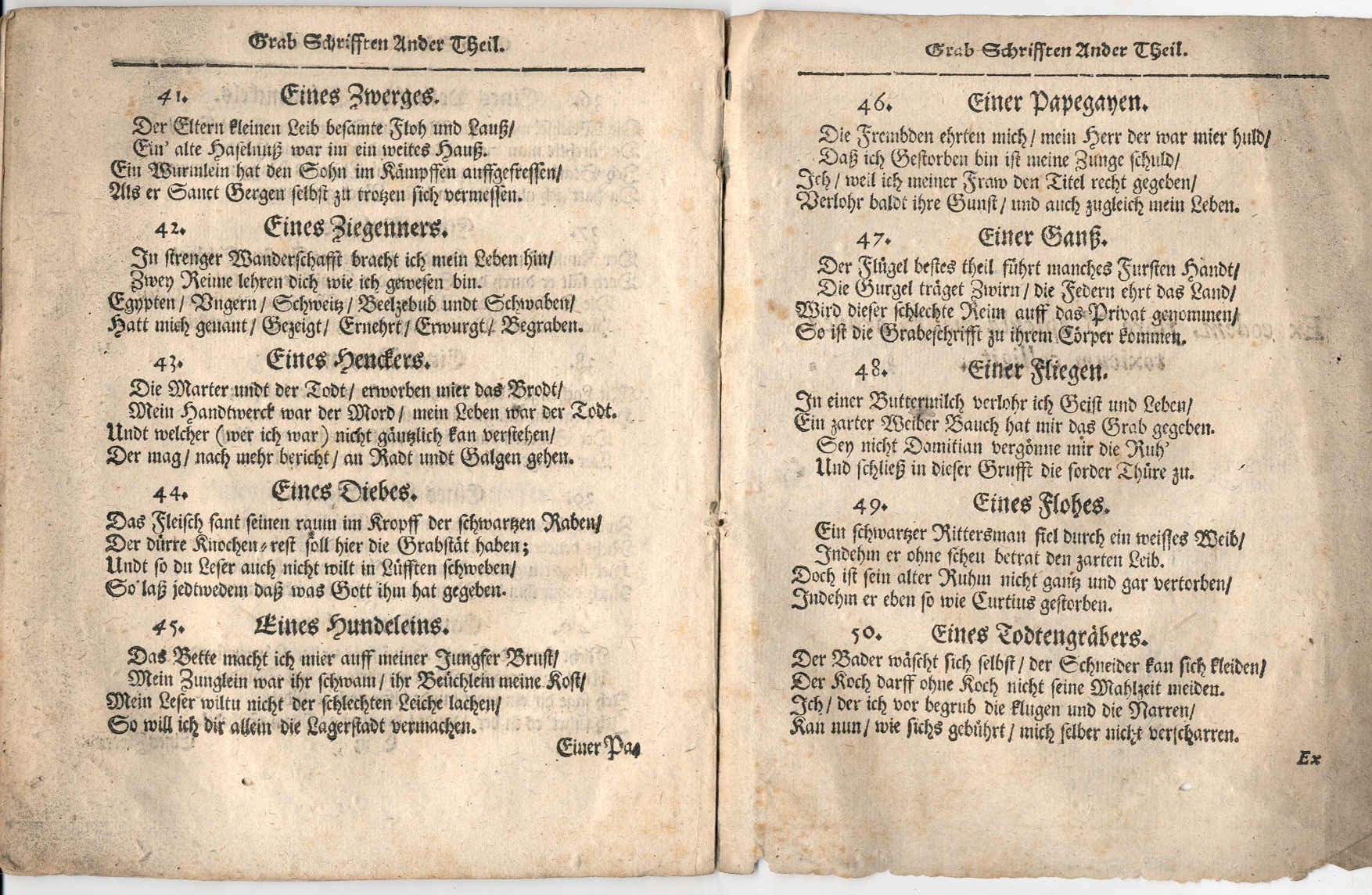
Dílo 'Hundert Grab-Schrifften', ukázka